# リホスラヴリ
座標: 北緯57度07分 東経35度28分 / 北緯57.117度 東経35.467度

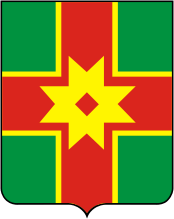
リホスラヴリの紋章

リホスラヴリ（ロシア語: Лихосла́вль, Likhoslavl）は、ロシアのトヴェリ州にある町。人口は1万1017人（2021年）。モスクワとサンクトペテルブルクを結ぶ幹線鉄道上にあり、州都トヴェリからは北西へ41km、モスクワの始発駅からは441km。

## 歴史

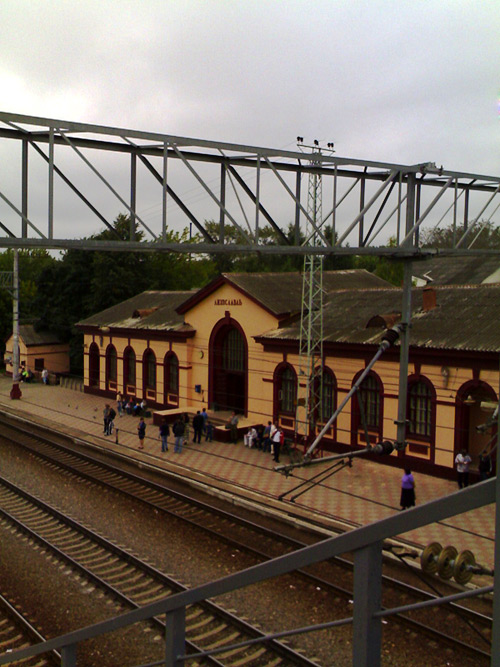
リホスラヴリ駅

リホスラヴリの場所には、1624年に建てられたオスタシコヴォ(Осташково)の村と、19世紀初頭に初めて記録に現れたリホスラヴリの村があったが、1851年にモスクワ・サンクトペテルブルク鉄道が開通してリホスラヴリに駅ができ、さらにここからトルジョーク-ルジェフ-ヴャジマを結ぶ支線が南西へ分岐し、鉄道の町となった。1925年にはオスタシコヴォとリホスラヴリは合併し市の地位を得た。
17世紀にロシアがスウェーデンとのイングリア戦争で敗北した際、スウェーデン領となったカレリアからロシアへ逃れた正教徒のカレリア人がトヴェリ州などに住んでおり、1937年から1939年までの短期間リホスラヴリにはカレリア人の自治中心地があった。

## 出身者
ソビエト連邦時代の詩人ヴラジーミル・ソコロフはリホスラヴリ生まれで、女優オレーシャ・ルーリンはモスクワ生まれだがアメリカに渡るまでリホスラヴリで過ごした。

## 経済
リホスラヴリには自動車部品工場、照明工場、繊維工場、食品工場などが立地する。